# オーレ・ロン・キアケゴー
オーレ・ロン・キアケゴー（Ole Lund Kirkegaard 1940年7月29日 - 1979年3月24日）は、デンマークの児童文学作家・画家。

## 概略
デンマークのオーフスに生まれる。小学校教師のかたわら、教室で子供たちに自作の物語を朗読して聞かせる。1969年『アルバート』で、デンマーク文化省児童図書賞を受賞。1972年に『かえる食いのオーラ』、74年に『トッパーのえんぴつ』で、国際アンデルセン賞優秀作品賞を受賞。1979年3月の夜、酔って雪の中に落ち込み凍死した。

## 日本語訳作品
- 『かえる食いのオーラ』岡崎晋訳. さ・え・ら書房, 1976.2
- 『アルバート』岡崎晋 訳. さ・え・ら書房, 1976.2
- 『ホジャと赤いじゅうたん』岡崎晋 訳. さ・え・ら書房, 1976.3
- 『ビアギル三人組』岡崎晋 訳. さ・え・ら書房, 1976.3
- 『こしぬけターザン』岡崎晋 訳. さ・え・ら書房, 1976.4
- 『トッパーのえんぴつ』岡崎晋 訳. さ・え・ら書房, 1976.5
- 『ニッセのポック』枇谷玲子訳. あすなろ書房, 2006.11